# ۶۰ زن برزنجیر
۶۰ زن برزنجیر یک ستاره است که در صورت فلکی آندرومدا قرار دارد.